# Netelia fusca
Netelia fusca là một loài tò vò trong họ Ichneumonidae.